# Genetics & Applications
Genetics & Applications (G&A) je službeni časopis Instituta za genetičko inženjerstvo i biotehnologiju, Sarajevo, Sveučilišta u Sarajevu. Predviđen je kao međunarodni znanstveni časopis otvorenog pristupa, koji izlazi dva puta godišnje u tiskanom i elektronskom mrežnom formatu. Objavljuje nove recenzirane članke i značajna otkrića u područjima osnovne i primijenjene genetike. Po dogovoru s Uredništvom, povremeno se mogu prirediti i posebna izdanja ili dodatci.
Teme obuhvaćene u okviru Genetics & Applications (G&A) uključuju područja: 
- molekularna genetika,
- citogenetika,
- genetika biljaka,
- genetika životinja,
- genetika čovjeka,
- medicinska genetika,
- forenzična genetika,
- populacijska i evolucijska genetika,
- konzervacijska genetika,
- genomika i funkcionalna genomika,
- genetičko inženjerstvo i biotehnologija i
- bioinformatika.

Objavljuje se kompletne, neobjavljene, originalne radove koji nisu u recenziji ni u jednom drugom časopisu. Prihvatljivi su radovi koji okupljaju i šire temeljna znanja iz svih područja genetike.
Časopis je indeksiran ili sažet u bazama podataka: EBSCO, DOAJ, CAB Abstracts, Google Scholar, Global Health database, Crossref i Index Copernicus.
G&A koristi sustav eLOCKSS i CLOCKSS, da bi osigurali sigurnu i trajnu arhivu časopisa.
Genetics & Applications objavljuje pet vrsta rukopisa: recenzije, istraživačke članke, kratka priopćenja, bilješke i pisma.
Ovaj časopis izlazi samo na engleskom i ne naplaćuje stranice.